# Luigi Rotelli
Luigi Rotelli, italijanski rimskokatoliški duhovnik, škof in kardinal, * 26. julij 1833, Corciano, † 15. september 1891.

## Življenjepis
20. decembra 1856 je prejel duhovniško posvečenje.
15. julija 1878 je bil imenovan za škofa Montefiascona in 21. julija istega leta je prejel škofovsko posvečenje.
22. decembra 1882 je bil imenovan za apostolskega nadškofa, 26. januarja 1883 za apostolskega vikarja Konstantinopla in 23. maja 1887 za apostolskega nuncija v Franciji.
1. junija 1891 je bil povzdignjen v kardinala.